# Miseczniczka łodygowa

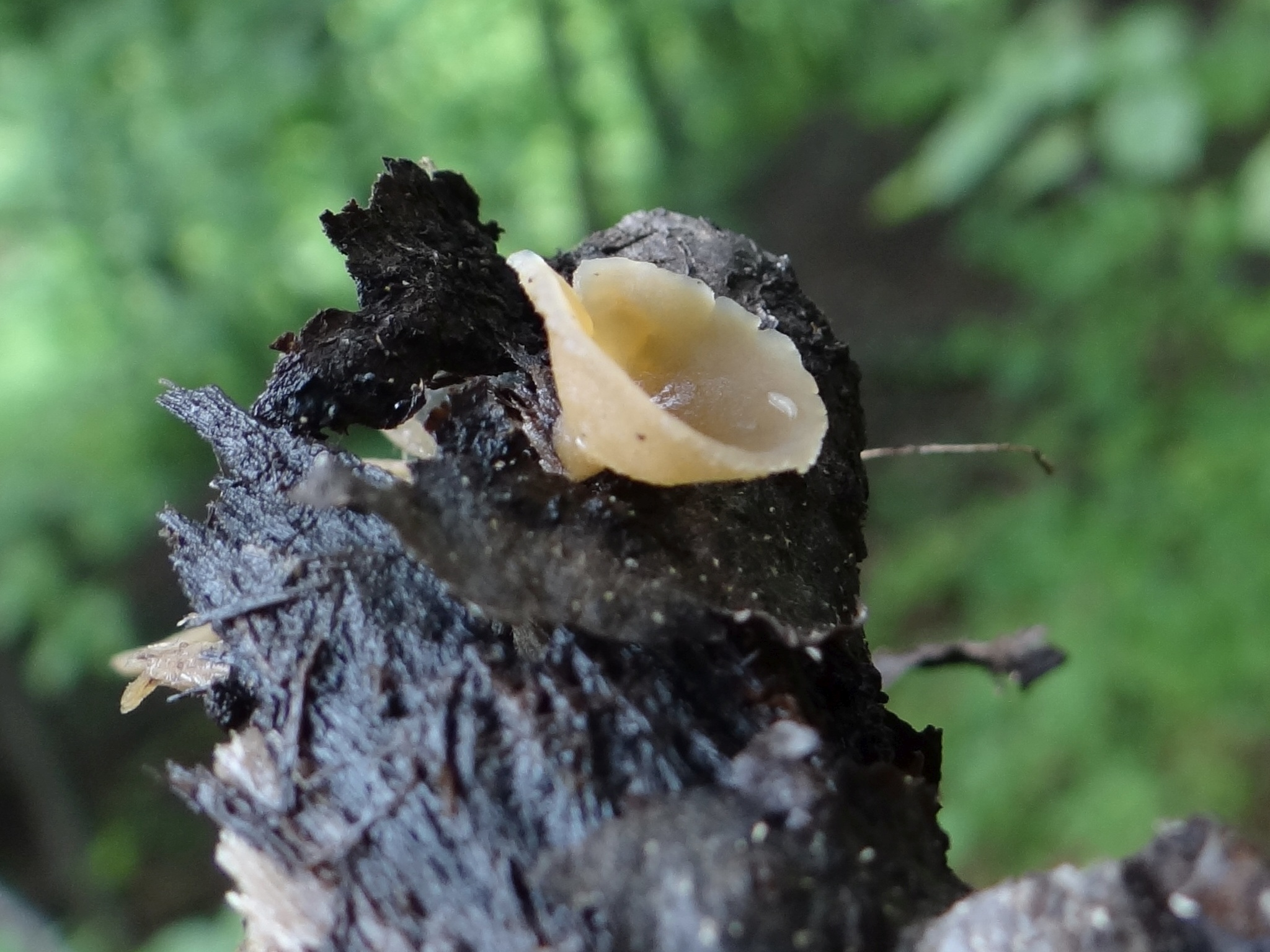

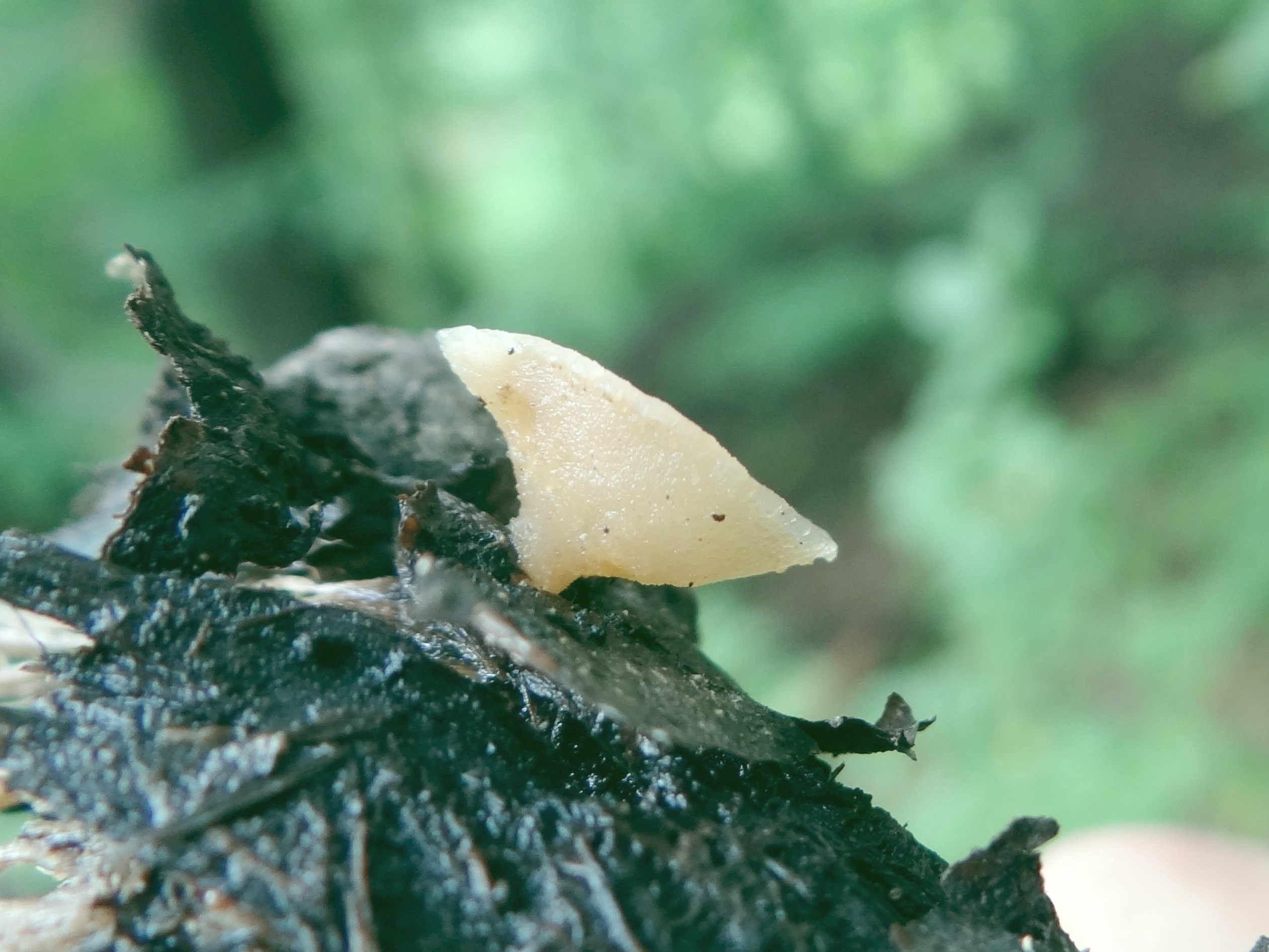

Miseczniczka łodygowa (Calyptella capula (Holmsk.) Quél.) – gatunek grzybów należący do rzędu pieczarkowców (Agaricales).

## Systematyka i nazewnictwo
Pozycja w klasyfikacji według Index Fungorum: Calyptella, Incertae sedis, Agaricales, Agaricomycetidae, Agaricomycetes, Agaricomycotina, Basidiomycota, Fungi.
Po raz pierwszy takson ten zdiagnozował w 1799 r. Theodor Holmskiold, nadając mu nazwę Peziza capula. Obecną, uznaną przez Index Fungorum nazwę nadał mu w 1888 r. Lucien Quélet, przenosząc go do rodzaju Calyptella.
Niektóre synonimy nazwy naukowej:

- Calyptella capula (Holmsk.) Quél. 1888 var. capula
- Calyptella laeta (Fr.) W.B. Cooke 1961
- Chaetocypha capula (Holmsk.) Kuntze 1891
- Chaetocypha laeta (Fr.) Kuntze 1891
- Chaetocypha pimii (W. Phillips) Kuntze 1891
- Cyphella capula (Holmsk.) Fr. 1838
- Cyphella capula var. flavescens Pat. 1883
- Cyphella laeta Fr. 1838
- Cyphella laeta var. verrucipes Pilát 1925
- Cyphella pimii W. Phillips 1884
- Cyphella velenovskyi Pilát 1924
- Peziza capula Holmsk. 1799

Nazwę polską nadał Władysław Wojewoda w 1999 r.

## Morfologia
Owocniki
Występują pojedynczo, po kilka, lub gromadnie i mają postać miseczki na trzonku. Za młodu miseczka jest wydłużona, z czasem staje się stożkowata, w końcu dzwonkowata. Ma szerokość 1–4(5) mm i długość 1–3 mm. Zewnętrzna powierzchnia owocnika jest naga i matowa, biała, później blado szara, w końcu ciemnoszara. Brzegi miseczki u starszych owocników stają się nieco obwisłe i postrzępione. Hymenium jest gładkie lub promieniście pomarszczone, białawe do jasnoszarego, lub żółtoszare. Trzonek ma długość 0,2–2 mm, jest zazwyczaj ekscentryczny, zazwyczaj matowy i tej samej barwy co miseczka, lub nieco ciemniejszy.
Budowa mikroskopowa
Strzępki równoległe, nabrzmiałe, ze sprzążkami, o grubości 3,2–16 μm. Ściany strzępek bezbarwne do blado szarych, nieamyloidalne. Podstawki początkowo cylindryczne, z wiekiem zgrubiałe, 4-zarodnikowe, ze sprzążkami. Mają rozmiar 20–24 × 5–7 μm. Zarodniki o rozmiarach (6,4–)–9(–10) × 4–5,6(–6,2) μm, elipsoidalne do owalnych, nierównoboczne, cienkościenne, hialinowe, nieamyloidalne, gładkie, z widocznym dzióbkiem.

## Występowanie i siedlisko
Występuje w Ameryce Północnej i Europie. W Polsce gatunek rzadki. Znajduje się na Czerwonej liście roślin i grzybów Polski. Ma status R – potencjalnie zagrożony z powodu ograniczonego zasięgu geograficznego i małych obszarów siedliskowych.
Występuje w lasach i zaroślach liściastych, szczególnie olchowych, ale także w lasach sosnowych. Rozwija się na opadłych gałązkach drzew, na martwych (rzadko na żywych) łodygach roślin, szczególnie na pokrzywach i jaskrze rozłogowym. W Ameryce Północnej obserwowano występowanie także na łodygach mydlnicy lekarskiej, sałaty kompasowej, różnych gatunków groszków, ostrożnia polnego, żywokostu lekarskiego, turzyc, głównie na terenach podmokłych i bagiennych, w pobliżu ziemi i w zagłębieniach terenu.